# Guttenthau
Guttenthau ist ein Gemeindeteil der Gemeinde Speichersdorf im Landkreis Bayreuth (Oberfranken, Bayern). Die Gemarkung Guttenthau hat eine Fläche von 2,810 km². Sie ist in 278 Flurstücke aufgeteilt, die eine durchschnittliche Fläche von 10108,99 m² haben. In ihr liegt neben dem namensgebenden Ort der Gemeindeteil Rosenhof.

## Lage
Das Dorf bildet mit Rosenhof im Südosten eine geschlossene Siedlung. Diese ist allseits von ebenen Acker- und Grünflächen umgeben. Die Kreisstraße BT 18/Kreisstraße NEW 15 führt nach Wirbenz zur Bundesstraße 22 (2,8 km nördlich) bzw. zur Staatsstraße 2184 bei Baumgartenhof (1,5 km südlich). Eine Gemeindeverbindungsstraße führt zur St 2184 bei Plössen (2,3 km westlich).

## Geschichte
Der Ort wurde im Herzoglichen Urbar von 1285 als „Gotentawe“ erstmals urkundlich erwähnt. Das Rittergut Guttenthau war Kurpfälzisches Lehen. 1783 bestand der Ort Guttenthau aus 24 Häuser mit 149 Einwohnern. Die land- und forstwirtschaftliche Fläche betrug insgesamt 51⁄4 Hoffuß. Die Fraisch über Guttenthau wurde ab dem 17. Jahrhundert auch vom brandenburg-bayreuthischen Oberamt Neustadt am Kulm beansprucht. Von 1791/92 bis 1803 unterstand Guttenthau dem preußischen Justiz- und Kammeramt Neustadt am Kulm. Am 30. Juni 1803 wurde u. a. Guttenthau an Pfalzbayern abgetreten.
Mit dem Gemeindeedikt wurde 1808 der Steuerdistrikt Guttenthau gebildet. Zu diesem gehörten Baumgartenhof, Firkenhof, Lämmershof, Mockersdorf, Neumühle und Rosenhof. Zur Ruralgemeinde Guttenthau gehörte nur Rosenhof. Sie unterstand in Verwaltung und Gerichtsbarkeit dem Landgericht Kemnath. Im Zuge der Gebietsreform in Bayern wurde die Gemeinde am 1. Januar 1972 nach Speichersdorf eingemeindet.

## Baudenkmäler
- Das ehemalige Schloss Guttenthau (Guttenthau 2) ist ein zweigeschossiger Sandsteinquaderbau mit Mansardwalmdach. Das Portal ist bezeichnet mit „1780“.[15]